# Skogsförgätmigej
Skogsförgätmigej (Myosotis sylvatica) är en växt inom släktet förgätmigejer och familjen strävbladiga växter. Skogsförgätmigej odlas ofta som prydnadsväxt i trädgårdar och dessa kulturformer kallas även för trädgårdsförgätmigej. 

## Beskrivning
Skogsförgätmigej kan bli upp till omkring 40 centimeter hög, ibland lite mer. Den har upprätta stjälkar och avlånga och lite spetsiga blad. Blommorna är oftast blå och jämförelsevis stora, med en bredd på upp till 8 millimeter. Fodret har samma längd som kronpipen. 

## Utbredning
Skogsförgätmigej är ursprunglig för Europa, men har införts även till Nordamerika, Etiopien, västra och södra Afrika, Nya Zeeland och Island. Det är en växt som är kulturspridd som ofta förekommer som förvildad. I Sverige har den ursprunglig förekomst i Skåne, och som förvildad upp till mellersta delarna av landet.

## Botanik
Skogsförgätmigej är närbesläktad med fjällförgätmigej och i äldre floror anges ofta fjällförgätmigejen som en geografisk ras av skogsförgätmigej. I nyare floror behandlas fjällförgätmigej dock ofta som en egen art.

## Etymologi
Skogsförgätmigejens artepitet, sylvatica, har betydelsen "växande i skog". Äldre svenska namn på skogsförgätmigej är bland annat "skogsögon" och "lundblåöga".